# Idiostrangalia
Idiostrangalia is een kevergeslacht uit de familie van de boktorren (Cerambycidae). De wetenschappelijke naam van het geslacht werd voor het eerst geldig gepubliceerd in 1957 door Nakane & Ohbayashi.

## Soorten
Idiostrangalia omvat de volgende soorten:
- Idiostrangalia akiyamai Hayashi, 1978
- Idiostrangalia albopreterminalis Hayashi & Villiers, 1989
- Idiostrangalia angustissima (Gressitt, 1935)
- Idiostrangalia atrocincta (Pic, 1929)
- Idiostrangalia auricoma Holzschuh, 2007
- Idiostrangalia aurosa Holzschuh, 2006
- Idiostrangalia bilongevittata (Pic, 19??)
- Idiostrangalia bisbilineata (Pic, 1923)
- Idiostrangalia cerina Holzschuh, 1999
- Idiostrangalia contracta (Bates, 1884)
- Idiostrangalia fukienensis (Pic, 1957)
- Idiostrangalia fukiensis (Tippmann, 1955)
- Idiostrangalia hakonensis (Matsushita, 1933)
- Idiostrangalia maruokai (Hayashi, 1963)
- Idiostrangalia quadrisignata Hayashi & Makihara, 1981
- Idiostrangalia rarasanensis (Mitono, 1938)
- Idiostrangalia semiviridescens (Pic, 1914)
- Idiostrangalia shimomurai Ohbayashi N. & Takahashi, 1985
- Idiostrangalia shirakii (Tamanuki & Mitono, 1939)
- Idiostrangalia simillima Hayashi & Villiers, 1989
- Idiostrangalia sozanensis (Mitono, 1938)
- Idiostrangalia stusaki Holzschuh, 1991
- Idiostrangalia tumida Holzschuh, 2009
- Idiostrangalia vittatipennis (Pic, 1914)